# Cankova
Die Ortschaft Cankova (deutsch Kaltenbrunn, ungarisch Vashidegkút) ist Hauptort und Gemeindesitz der aus acht Ortschaften bestehenden Gemeinde Cankova in der historischen Landschaft Prekmurje, Region Pomurska, in Slowenien.

## Lage

Josefskirche und Paveldenkmal auf dem Hauptplatz

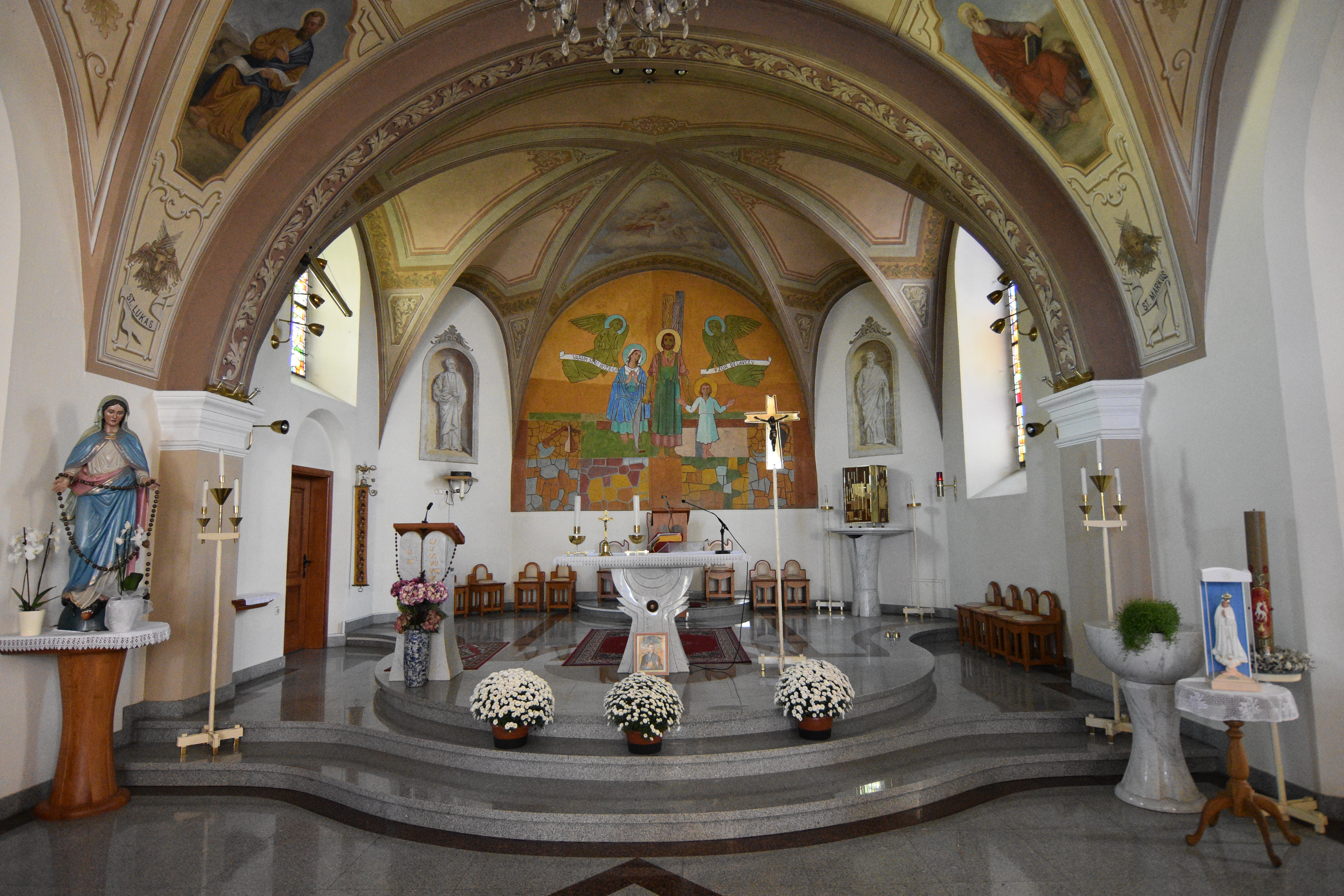
Der Innenraum der Josefskirche

Der Ort breitet sich auf einer Terrasse (216 m) zwischen den beiden Flussläufen Kutschenitza und Ledava am Rande der Ebene Ravensko aus. Cankova liegt ca. 15 km nordwestlich von Murska Sobota und ca. 5 km nordöstlich von Bad Radkersburg. Die Ortschaft ist über die Hauptstraße 440 Gederovci – Kuzma leicht zu erreichen.

## Ortschaft
Am zentralen Hauptplatz des Ortes steht die katholische Josefskirche. Sie wurde im Jahre 1737 errichtet und 1754 zur Pfarrkirche erhoben. Die Pfarrei gehört heute zum Bistum Murska Sobota. Am selben Platz steht das Geburtshaus des namhaften slowenisch-ungarischen Wissenschaftlers Avgust Pavel/Ágoston Pável; hier steht auch sein Denkmal.
Auf den Wiesen zwischen dem Kutschenitzabach und der Straße zum Nachbarort Korovci blühen im Frühjahr wilde Narzissen (Narcissus stellaris), dazwischen sind vereinzelt auch Schwertlilien (Iris sibirica) zu finden. Die Narzisse findet sich auch im Wappen der Gemeinde.

## Geschichte
Der Ort Cankova wird erstmals im Jahre 1366 urkundlich erwähnt: „villa seu possessio Kaltenprun siue Hydegkuth iuxta fluuium Olsinch“. Die deutsche Ortsbezeichnung Kaltenbrunn und der ungarische Name Hidegkút haben die gleiche Bedeutung, wobei das Gewässer Olsinch heute Kutschenitza genannt wird. Aus einem Dokument des Jahres 1499 ist die Ortsbezeichnung „Hydegkwth“ überliefert. Der slowenische Name ist eine Kurzform von *Cankova ves „Can(e)ks Dorf“ und bezieht sich auf eine frühe Person, die mit dem Ort in Verbindung gebracht wurde.
Das Dorf Cankova entstand Mitte des 14. Jahrhunderts auf einem bis dahin verödeten Grenzstreifen, einem Bestandteil der Herrschaft Grad (Grad)/Oberlimbach, die damals im Besitz der ungarischen Magnatenfamilie Széchy war.
Nach dem Visitationsprotokoll des Bistums Győr/Raab, das im Jahr 1698 aufgenommen wurde, gehörte das Dorf „Hidegkut“ zur Pfarre „Sancti Georgij sive Szent Georgy“, dem heutigen St. Georgen/Sv. Jurij in der Gemeinde Rogašovci und hatte eine mehrheitlich evangelische Bevölkerung.
Im Jahre 1890 wird das Dorf amtlich Vashidegkút bezeichnet und hatte 441 Einwohner, davon bekannten sich 397 als Slowenen, 19 als Deutsche, 18 als Ungarn und 7 gaben eine andere Nationalität an. Der Ort gehörte zum ungarischen Bezirk Muraszómbat, heute Murska Sobota, und lag im Komitat Vas/Eisenburg. 
Durch den Vertrag von Trianon wurde das Dorf dem Königreich SHS zugeschlagen und wurde nun amtlich Cankova genannt.

## Sehenswürdigkeiten
- Ledava-See
- Goricko-Naturschutzpark

## Persönlichkeiten des Ortes
- József Borovnyák (* 9. Februar 1826 in Alsószentbenedek/Ivanovci; † 19. September 1906 in Vashidegkút/Cankova), slowenischer Schriftsteller
- Avgust Pavel, auch Ágoston Pável (* 28. August 1886 in Vashidegkút/Cankova; † 2. Januar 1946 in Szombathely/Steinamanger), slowenisch-ungarischer Wissenschaftler, Linguist, Ethnologe, Übersetzer und Dichter.
- Leopold Gombocz (* 1875 in Károlyfa/Cankova; † 1943 in Laafeld, Steiermark), österreichisch-ungarischer Imker.